# Dodonaea lanceolata
Dodonaea lanceolata är en kinesträdsväxtart som beskrevs av Ferdinand von Mueller. Dodonaea lanceolata ingår i släktet Dodonaea och familjen kinesträdsväxter. Utöver nominatformen finns också underarten D. l. subsessilifolia.